# Technischer Produktdesigner
Technischer Produktdesigner ist ein anerkannter Ausbildungsberuf nach dem Berufsbildungsgesetz (BBiG). Die Ausbildung dauert 3,5 Jahre. Auch eine schulische Ausbildung ist möglich.

## Entstehung
Seit 1937 bestand der Beruf des Technischen Zeichners, welcher seit den 1990er Jahren zunehmend auch das Erlernen von CAD-Programmen beinhaltet. 
Wie der Beruf des technischen Systemplaners entwickelte sich der Technische Produktdesigner aus dem Beruf des Technischen Zeichners, wobei der Schwerpunkt auf der Anwendung von technischer Software und der Zusammenarbeit mit Ingenieuren und Produktdesignern liegt. 2005 trat die Ausbildungsordnung für den Ausbildungsberuf Technischer Produktdesigner in Kraft. Faktisch bedeutete die Begriffswahl eine Verwechselung mit dem bereits etablierten akademischen Beruf des Produktdesigners und die Zusammenfassung einer technikorientierten gestalterischen Tätigkeit. Dies führte zu Reaktionen von Designverbänden, die als Alternative den Begriff Technischer Produktzeichner empfahlen.

## Berufsbild
Technische Produktdesigner erstellen und modifizieren 3D-Datensätze und Dokumentationen für Bauteile und Baugruppen auf der Grundlage von gestalterischen und technischen Vorgaben. Sie berücksichtigen dabei Fertigungsverfahren und Werkstoffeigenschaften, planen und koordinieren Arbeitsabläufe und Konstruktionsprozesse, kontrollieren und beurteilen Arbeitsergebnisse.

## Voraussetzungen
Nach dem Berufsbildungsgesetz (BBiG) ist keine bestimmte Schulbildung vorgeschrieben. Jedoch stellen gute Kenntnisse in den folgenden Schulfächern die beste Voraussetzung für einen erfolgreichen Ausbildungsabschluss dar:
- Mathematik: Wird ein neues Produkt konstruiert, berechnen Technische Produktdesigner Längen und Flächen, Volumen und Masse sowie den Schwerpunkt des Produkts. Dazu müssen sie mathematische Kenntnisse besitzen und geometrische Gesetzmäßigkeiten beherrschen.
- Werken/Technik: Bevor ein neues Produkt gefertigt werden kann, müssen z. B. dreidimensionale Ansichten des Bauteils, Skizzen, Entwürfe und Konstruktionsunterlagen angefertigt werden. Methoden und Fertigkeiten des technischen Zeichnens sind deshalb in der Ausbildung gefragt.
- Physik: Technische Produktdesigner gestalten Baugruppen und Einzelteile. Um deren Belastbarkeit oder Flexibilität einzuschätzen, müssen sie deren Materialeigenschaften kennen. Physikalische Grundlagenkenntnisse und Interesse an Werkstoffkunde sind daher vorteilhaft.
- Informationstechnik: In Konstruktions- und Entwicklungsabteilungen wird komplexe CAD-Software eingesetzt. Grundlagenkenntnisse am Computer sind daher hilfreich. Außerdem wird meist eine Präsentation erstellt, die zur Vorstellung des zu entwickelnden Produktes dient.
- Wirtschaft: Produktdesigner lernen, die Kosten für Entwicklung, Fertigung und Material eines neuen Produkts zu kalkulieren. Betriebswirtschaftliches Wissen aus der Schule kann deshalb nützlich sein.

Darüber hinaus sollten folgende persönliche Eigenschaften vorliegen:
- systematische Arbeitsweise (Aufgabenerfüllung entlang des Produktentwicklungsprozesses)
- analytische Arbeitsweise (fertigungsgerechtes Konstruieren unter Berücksichtigung verschiedener Anforderungen)
- Kreativität (Entwicklung neuer Ideen)
- Sorgfalt (Konstruktionsrichtlinien und technische Normen beachten)
- Teamfähigkeit (Zusammenarbeit mit Ingenieuren und Auftraggebern)
- gutes räumliches Vorstellungsvermögen (Planung eines Produktes)

## Ausbildung
Während einer dualen Berufsausbildung werden Technische Produktdesigner im Ausbildungsbetrieb und in der Berufsschule ausgebildet. Diese Ausbildung wird in der Industrie und bei Ingenieurdienstleistern angeboten. Überwiegend absolvieren Auszubildende ihre Ausbildung in der Luftfahrt- und Automobilindustrie, bei Automobilzulieferern und Maschinenbauunternehmen, im Möbel- und Innenausbau sowie in der Konsumgüterindustrie. Auch Ingenieurdienstleister, die für diese Branchen (Teil-)Projekte übernehmen, bilden diesen Beruf aus. Die Auszubildenden sind vorwiegend in der Entwicklungs- und Konstruktionsabteilung in Büroräumen an Bildschirmarbeitsplätzen tätig.

## Prüfung
Die Prüfung wird durch die Industrie- und Handelskammer abgenommen. Es handelt sich hierbei um eine gestreckte Abschlussprüfung, die aus zwei Teilen besteht. Sie besteht aus vier Prüfungsbereichen:
1. Technische Dokumente: Hier weist der Auszubildende nach, dass er Arbeitsschritte planen, dokumentieren und in den Produktentstehungsprozess einordnen, Freihandskizzen erstellen, strukturierte 3D-Datensätze nach geometrischen sowie nach fertigungs- und werkstofftechnischen Besonderheiten erstellen und ändern, Berechnungen durchführen und technische Dokumente erstellen und dabei insbesondere Zeichnungen in Ansichten und Schnitten ableiten sowie Bemaßungen, Toleranzen, Passungen und Oberflächenbeschaffenheit beurteilen und eintragen kann. Er erstellt dabei innerhalb von fünfeinhalb Stunden ein Prüfungsprodukt und löst in weiteren 90 Minuten schriftliche Aufgaben. Dieser Prüfungsbereich wird in Teil 1 der Abschlussprüfung absolviert.
2. Arbeitsauftrag: Der Auszubildende zeigt, dass er Arbeitsaufträge analysieren, Informationen beschaffen, technische und organisatorische Schnittstellen klären, Methoden des betrieblichen Projektmanagements anwenden, Lösungsvarianten entwickeln, skizzieren und unter gestalterischen, technischen, betriebswirtschaftlichen und ökologischen Gesichtspunkten bewerten und auswählen, methodisch konstruieren, insbesondere funktions-, fertigungs-, beanspruchungs- und prüfgerecht, dazu einen 3D-Datensatz sowie technische Dokumente anfertigen, Berechnungen, Simulationen und Animationen durchführen und Dokumentationen und Präsentationen erstellen kann. Er hat die Wahl, eine überregional erstellte Aufgabe oder einen betrieblichen Auftrag zu bearbeiten. Für die Bearbeitung stehen ihm 70 Stunden zur Verfügung. Anschließend finden eine Präsentation von höchstens 10 Minuten sowie ein auftragsbezogenes Fachgespräch von weiteren 20 Minuten mit dem Prüfungsausschuss statt.
3. Produktentwicklung: Der Auszubildende weist nach, dass er mit Informations- und Kommunikationssystemen umgehen, Angaben in technischen Dokumenten erläutern, Funktionen analysieren und beschreiben, auch in englischer Sprache, Fertigungs- und Fügeverfahren sowie Montagetechniken beurteilen, Werkstoffanforderungen und -eigenschaften beurteilen, technische Berechnungen durchführen, Gestaltungsmöglichkeiten beschreiben, qualitätssichernde Maßnahmen durchführen, Methoden des Projektmanagements im Produktentwicklungsprozess anwenden und mit dem Kunden, auch in englischer Sprache, kommunizieren kann. Er bearbeitet dazu in 150 Minuten schriftliche Aufgaben.
4. Wirtschafts- und Sozialkunde: Der Auszubildende zeigt, dass er allgemeine wirtschaftliche und gesellschaftliche Zusammenhänge der Berufs- und Arbeitswelt darstellen und beurteilen kann. Hierzu werden in 60 Minuten schriftliche Aufgaben gelöst.

| Prüfungsbereich              | Gewichtung |
| ---------------------------- | ---------- |
| Technische Dokumente         | 30 Prozent |
| Arbeitsauftrag               | 35 Prozent |
| Produktentwicklung           | 25 Prozent |
| Wirtschafts- und Sozialkunde | 10 Prozent |
Die Abschlussprüfung ist bestanden, wenn die Leistungen im Gesamtergebnis von Teil 1 und 2 der Abschlussprüfung mit mindestens „ausreichend“ und im Prüfungsbereich Arbeitsauftrag mit mindestens „ausreichend“, im Ergebnis von Teil 2 der Abschlussprüfung mit mindestens „ausreichend“, in mindestens einem der übrigen Prüfungsbereiche von Teil 2 der Abschlussprüfung mit mindestens „ausreichend“ und in keinem Prüfungsbereich von Teil 2 der Abschlussprüfung mit „ungenügend“ bewertet worden sind. Ggfs. ist eine mündliche Ergänzungsprüfung möglich, wenn damit die Prüfung bestanden werden kann.
Die nachzuweisenden Qualifikationen in der Fachrichtung Produktgestaltung und Konstruktion sind zwar mit denen in der Fachrichtung Maschinen- und Anlagenkonstruktion identisch formuliert worden, jedoch werden die Aufgabenstellungen auf die jeweilige Fachrichtung angepasst sein.

## Neuordnung im Jahr 2011
Der Ausbildungsberuf wurde in den Jahren 2010 und 2011 modernisiert. Die neuen Ausbildungsvorschriften traten zum 1. August 2011 in Kraft. Die Berufsbezeichnung bleibt bestehen, allerdings wird die Ausbildungsdauer von drei auf dreieinhalb Jahre angehoben. Der Beruf wurde in einer gemeinsamen Ausbildungsordnung mit dem verwandten Technischen Systemplaner, dem Nachfolgeberuf des Technischen Zeichners, erlassen. Beide Berufe verfügen über gemeinsame Ausbildungsinhalte mit einer Dauer von 12 Monaten.
Der bisherige Monoberuf erhielt zwei Fachrichtungen: 'Produktgestaltung und Konstruktion' sowie 'Maschinen- und Anlagenkonstruktion'. In der erst genannten Fachrichtung finden sich die aktualisierten Inhalte des bisherigen Berufes wieder. In der zweiten Fachrichtung wurden Inhalte aus den Fachrichtungen Holztechnik sowie Maschinen- und Anlagentechnik des Technischen Zeichners überführt.
In den ersten 3 Ausbildungshalbjahren sind sämtliche Ausbildungsinhalte identisch.
Vom 4. bis 7. Ausbildungshalbjahr werden teilweise je nach Fachrichtung unterschiedliche Themen gelehrt: 
| Produktgestaltung und -konstruktion                               | Maschinen- & Anlagenkonstruktion                                  |
| ----------------------------------------------------------------- | ----------------------------------------------------------------- |
|                                                                   | Beurteilen von Werk- & Hilfsstoffen                               |
| Planen und Konzipieren von Bauteilen und Baugruppen               | Planen und Konzipieren von Bauteilen und Baugruppen               |
| Entwerfen, Ausarbeiten und Berechnen von Bauteilen und Baugruppen | Entwerfen, Ausarbeiten und Berechnen von Bauteilen und Baugruppen |
| Auswählen von Fertigungs- & Fügeverfahren sowie Montagetechniken  | Auswählen von Fertigungs- & Fügeverfahren sowie Montagetechniken  |
| Ausführen von Simulationen                                        | Ausführen von Simulationen                                        |
| Gestalten und Entwerfen von Objekten                              |                                                                   |
| Konstruieren mit Freiformflächen                                  |                                                                   |
| Konstruieren von Objekten                                         |                                                                   |
| Anwenden von Informations- & Kommunikationstechniken              |                                                                   |
| Arbeitsplanung und -organisation                                  | Arbeitsplanung und -organisation                                  |
| Durchführen von qualitätssichernden Maßnahmen                     | Durchführen von qualitätssichernden Maßnahmen                     |
|                                                                   | Ändern und Prüfen von Werkstoffeigenschaften                      |
|                                                                   | Steuerungs- & Elektrotechnik                                      |
|                                                                   | Entwerfen, Ausarbeiten und Berechnen von Bauteilen und Baugruppen |
|                                                                   | Erstellen von Konstruktionen                                      |
|                                                                   | Fertigungstechnik                                                 |
|                                                                   | Füge- & Montagetechnik                                            |
| Simulation und Präsentation                                       | Ausführen von Simulationen                                        |
| Arbeitsplanung und -organisation                                  | Arbeitsplanung und -organisation                                  |
| Durchführen von qualitätssichernden Maßnahmen                     | Durchführen von qualitätssichernden Maßnahmen                     |
| Kundenorientierung                                                | Kundenorientierung                                                |

## Fortbildung
Da sich CAD-Technik, Werkstoffe und Fertigungsverfahren ständig weiterentwickeln, müssen sich Technische Produktdesigner laufend fortbilden. Auch die Ansprüche der Kunden wandeln sich.
Folgende Möglichkeiten kommen in Frage:
- Geprüfter Konstrukteur – IHK
- Techniker – Maschinentechnik (Konstruktion)
- Gestalter (staatl. gepr.) – Produktdesign

Bei vorliegender Hochschulzugangsberechtigung:
- Dipl.-Ing. (FH) – Maschinenbau (Konstruktionstechnik)
- Dipl.-Designer (FH/Uni) – Industrie-/Industrial-Design